# Gilzanu
Gilzanu (assyr. KURgíl-za-nu) war ein eisenzeitlicher Staat im Nordwesten Irans. Er lag am West- oder Südufer des Urmia-Sees oder bei Solduz (Hasanlu/Mešta).
Gilzanu war für seine Pferde berühmt. Bis ins 9. Jh. scheinen die Assyrer von hier die Mehrzahl ihrer Kavalleriepferde bezogen zu haben, später wichen sie auf Parsua aus.
Der weiße Obelisk von Aššur-nasir-apli II. berichtet, wie der Herrscher in seinem ersten Regierungsjahr aus dem Land Gilzanu Tributleistungen von Pferden empfing. Er versuchte, dies zu einer regelmäßigen Abgabe zu machen, was aber anscheinend abgelehnt wurde. Daraufhin ergrimmte Assur-nasirpal und zog gegen die Städte Harira und Halhalaus, "Städte verbrecherischer Herrscher", die wohl in Gilzanu lagen. Er eroberte sie in seinem ersten Regierungsjahr und brachte Beute, Herden und Gefangene nach Assur.
Salmanasser III. empfing im Jahr seiner Thronbesteigung den Tribut der Länder am Meer von Nairi, darunter auch den von Gilzanu. Er bestand aus Wagenpferden und zweihöckrigen Kamelen.
Gilzanu wurde von den Urartäern okkupiert, kam dann aber wieder unter assyrischen Einfluss.
Wie wir von der Bankett-Stele von Aššur-nasir-apli II. wissen, war der Botschafter von Gilzanu, zusammen mit Abgesandten aus Hubuschkia, Kumme Gurgum und Muṣaṣir bei seiner Krönung in Kalhu anwesend.

## Herrscher
(Quelle: )
- Sua unter Salmanasser III.
- Upu unter Salmanasser III.